# El Kbab
El Kbab (àrab القباب, al-Qbāb; en amazic ⵍⵇⴱⴰⴱ) és una comuna rural de la província de Khénifra, a la regió de Béni Mellal-Khénifra, al Marroc. Segons el cens de 2014 tenia una població total de 16.157 persones.